# 配達
| ウィキペディアには「配達」という見出しの百科事典記事はありません（タイトルに「配達」を含むページの一覧/「配達」で始まるページの一覧）。 代わりにウィクショナリーのページ「配達」が役に立つかもしれません。 |